# 宮田珠己
宮田 珠己（みやた たまき、男性、1964年 - ）は、旅行エッセイスト、小説家。

## 略歴・人物
兵庫県生まれ。大阪大学工学部土木工学科卒。卒業後、株式会社リクルートに就職し、不動産関係の部門に配属される。のち、編集部門に転属。
1995年新風舎より処女作『旅の理不尽』を自費出版、会社を退職。以後、アジア地域を中心に旅し、旅行記・エッセイを刊行する。2007年、『東南アジア四次元日記』で第3回酒飲み書店員大賞受賞。2010年代以降は国内紀行が主になってきている。
2009年1月には、高野秀行、内澤旬子と「エンタメノンフ文芸部」を結成。
2017年から朝日新聞書評委員をしている。
2021年には初の小説作品『アーサー・マンデヴィルの不合理な冒険』を発表した。

## 人物
- ジェットコースター好きで、ジェットコースター評論家としてイベントに呼ばれたこともある。
- 鼻毛のでた、顔だけのキャラクターをマスコットにしていて、著書の表紙(旅の理不尽)やサイン本にそれやそれに似たキャラクターがしばしば描かれている。
- くだらない物が大好きで、『スットコランド日記 深入り』の帯には、「日本でもっとも妙なことにこだわる男」と書かれている。

## 著書

### エッセイ
- 『旅の理不尽　アジア悶絶篇』（新風舎、1995、のち小学館文庫、ちくま文庫）
- 『東南アジア四次元日記』（旅行人、1997、のち文春文庫）
- 『ウはウミウシのウ　シュノーケル偏愛旅行記』（小学館、2000、のち白水Uブックス）
- 『わたしの旅に何をする。』（旅行人、2000、のち幻冬舎文庫）
- 『ジェットコースターにもほどがある』（小学館、2002、のち集英社文庫）
- 『52%調子のいい旅』（旅行人、2003、のち幻冬舎文庫・改題『ときどき意味もなくずんずん歩く』）
- 『晴れた日は巨大仏を見に』（白水社、2004、のち幻冬舎文庫）
- 『勝手に関西世界遺産』（共著）（朝日新聞社、2006）
- 『ふしぎ盆栽ホンノンボ』（ポプラ社、2007、のち講談社文庫）
- 『ポチ迷路』（幻冬舎、2007）
- 『なみのひとなみのいとなみ』（朝日新聞出版、2008、のち幻冬舎文庫）
- 『スットコランド日記』（本の雑誌社、2009、のち幻冬舎文庫）
- 『スットコランド日記　深煎り』（本の雑誌社、2010）
- 『だいたい四国八十八ヶ所』（本の雑誌社、2011、のち集英社文庫）
- 『四次元温泉日記』（筑摩書房、2011、のちちくま文庫）
- 『日本全国津々うりゃうりゃ』（廣済堂出版、2012、のち幻冬舎文庫）
- 『はるか南の海のかなたに愉快な本の大陸がある』（本の雑誌社、2012、のちちくま文庫・改題『旅するように読んだ本』）
- 『おかしなジパング図版帖』（パイインターナショナル、2013）
- 『日本全国もっと津々うりゃうりゃ』（廣済堂出版、2013、のち幻冬舎文庫・改題『そこらじゅうにて　日本どこでも紀行』）
- 『いい感じの石ころを拾いに』（河出書房新社、2014、のち中公文庫）
- 『旅はときどき奇妙な匂いがする』（筑摩書房、2014、のちちくま文庫・改題『アジア沈殿旅日記』）
- 『日本ザンテイ世界遺産に行ってみた。』（淡交社、2015）
- 『日本全国津々うりゃうりゃ　仕事逃亡編』（廣済堂出版、2015、のち幻冬舎文庫）
- 『私なりに絶景　ニッポンわがまま観光記』（廣済堂出版、2017）
- 『東京近郊スペクタクルさんぽ』（新潮社、2018）
- 『無脊椎水族館』（本の雑誌社、2018）
- 『ニッポン47都道府県正直観光案内』（本の雑誌社、2019）
- 『ニッポン脱力神さま図鑑』（廣済堂出版、2020）

### 小説
- 『アーサー・マンデヴィルの不合理な冒険』（大福書林、画：網代幸介、2021）